# Jelenin (Żagań)
Jelenin [jɛ'lɛnin] (deutsch Hirschfeldau) ist ein Pfarrdorf in der Landgemeinde Żagań im Powiat Żagań der Woiwodschaft Lebus in Polen.

## Geographie
Jelenin ist ein rund vier Kilometer langes Straßendorf im Nordosten der Gemeinde, das rund 12 Kilometer nordöstlich der Kreisstadt Żagań (Sagan) an der Woiwodschaftsstraße 296 liegt, die nach weiteren 12 Kilometern Kożuchów (Freystadt) erreicht. In nordwestlicher Richtung versetzt verläuft die Bahnstrecke Żagań–Kożuchów.
Das Dorf ist von weitläufigen Wäldern umgeben, in denen die Waldkiefer vorherrscht. Während im südwestlichen Teil des Dorfes sandige Böden überwiegen, ist der nordöstliche Teil von fruchtbareren Böden geprägt, so dass dort die Wälder zugunsten der Landwirtschaft verdrängt worden sind. Die Dorfflur ist relativ eben und liegt etwa 155 Meter über dem Meeresspiegel. Die höchste Erhebung in der Nähe ist der 167 Meter hohe Schöpsberg.

## Geschichte

### Mittelalter und frühe Neuzeit
Hirschfeldau wurde als Waldhufendorf gegen Ende des 12. Jahrhunderts im Norden des Herzogtums Schlesien durch deutsche Siedler angelegt. Diese kamen vornehmlich aus Schwaben, Thüringen und dem heutigen Niedersachsen. Durch den Ort verlief zu dieser Zeit die Niedere Straße, die wie die südlicher gelegene Hohe Straße, eine sich durch Mitteleuropa schlängelnde Handels- und Heeresstraße war. Reste eines Rundweilers deuten darauf hin, dass sich in unmittelbarer Nähe eine slawische Siedlung befand, die bereits in den ersten Jahren der deutschen Siedlung mit Hirschfeldau verschmolz. Da eine Kirche recht früh für Hirschfeldau nachweisbar ist, ist anzunehmen, dass während der Gründungsphase mindestens 50 Bauernwirtschaften angelegt wurden.
Urkundlich erwähnt wurde Hirschfeldau erst 1299 im Zusammenhang mit dem Tod des Lehnsherrn Johann von Ponickau. Gegen Mitte des 14. Jahrhunderts ist das Geschlecht von Nechern belegt. Die für Hirschfeldau bedeutende Familie von Knobelsdorff wurde erstmals 1439 in einem Lehnsbrief erwähnt. Ihr Geschlecht war bis 1620 in Hirschfeldau vertreten, als das Gut von Kaiser Ferdinand II. eingezogen und im Folgejahr an Grabus von Nechern für 16.500 Taler verkauft wurde.
Im Jahr 1539 hielt die Reformation Einzug in Sagan, im Folgejahr wurde auch die Kirchen von Hirschfeldau evangelisch.
In den Anfangsjahren des Dreißigjährigen Krieges (1618–1648) wurde das schlesische Herzogtum Sagan, dem auch Hirschfeldau angehörte, stark in Mitleidenschaft gezogen. Am 14. August 1626 war der vorläufige Höhepunkt erreicht, als rund 30.000 Mann im Herzogtum lagerten, und die Dörfer der Region innerhalb von vier Tagen 200 Rinder, 1500 Schafe, 400 Malter Hafer, 200 Malter Korn sowie große Mengen an Heu und Stroh abliefern mussten.
Durch Schenkung fiel das Herzogtum 1628 an Wallenstein, unter dessen Herrschaft die Stadt Sagan und die mit ihr verbundenen Dörfer verarmten. Schwedische Truppen besetzten das Herzogtum 1641 zweimal und verwüsteten die Stadt und die umliegenden Dörfer. Durch bäuerliche Verschuldung gegen Ende des Krieges fiel etwa die Hälfte der Hirschfeldauer Flur an die Gutsherrschaft.
Im März 1668 wurde infolge der Gegenreformation im Fürstentum Sagan die Kirche von Hirschfeldau mit einem katholischen Geistlichen besetzt und ihr evangelischer Pfarrer vertrieben. Westlich von Sagan wurde in der Folge hinter der Landesgrenze in Jeschkendorf bei Sorau (Niederlausitz) eine evangelische Grenzkirche errichtet, die auch von Protestanten aus Hirschfeldau besucht wurde. Nach schwedischer Intervention wurden Anfang des 18. Jahrhunderts sechs protestantische Gnadenkirchen in Schlesien errichtet, unter anderem in Sagan und Freystadt.

### Preußische Herrschaft
Die Schlesischen Kriege sorgten zwischen 1740 und 1763 wiederholt für Verwüstungen der Region. Um die erworbene Provinz Schlesien zu stärken, unterstützte der preußische König Friedrich II. unter anderem die Gutsbesitzer finanziell, wenn sie Bauern- und Häuslerstellen für Neusiedler anlegten, wodurch die Bevölkerung innerhalb weniger Jahre anstieg. Davon profitierte unter anderem auch das Hirschfeldauer Oberdorf. Durch die von Friedrich II. verbürgte Religionsfreiheit bekannten sich etwa zwei Drittel der Einwohner Hirschfeldaus zum Protestantismus. Trotzdem blieb die Kirche katholisch.

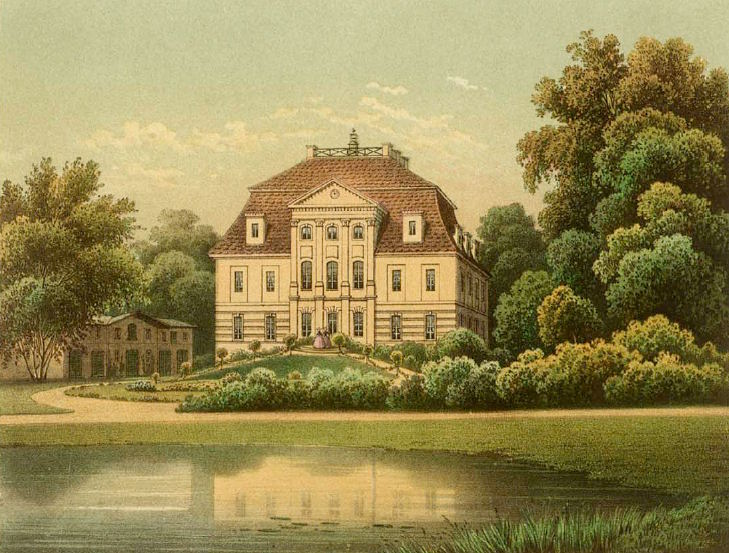
Barockschloss Nieder-Hirschfeldau etwa zur Mitte des 19. Jahrhunderts, Sammlung Duncker

Bereits seit Anfang des 17. Jahrhunderts gehörte das Oberdorf einer Familie Wagner. Nach fast 200 Jahren im Familienbesitz wurde es 1787 an den General von Frankenberg verkauft, der im Folgejahr auch das Gut Nieder-Hirschfeldau erwarb. Die seit 1691 in Mittel-Hirschfeldau ansässige Familie von Knobelsdorff verkaufte das Gut 1797 an die verwitwete Charlotte von Frankenberg, wodurch das ganze Dorf unter einer Gutsherrschaft stand. Nach Charlotte von Frankenberg wurde die südlich des Dorfes gelegene Neuansiedlung Charlottenthal benannt.
Der Saganer Landrat Heinrich Gottlob von Francke erwarb 1805 die Gutsherrschaft. Sein Sohn verkaufte das Erbe 1817 an Ernst von Knobelsdorff, der es bis 1853 hielt. Carl August von Sydow besaß die Güter nur bis 1856, als sie von Johann Louis Bonte erworben wurden. Unter ihm wurden die Güter modernisiert und teilweise industriell erweitert. 1867 teilte Bonte die Hirschfeldauer Güter unter seinen Kindern auf.

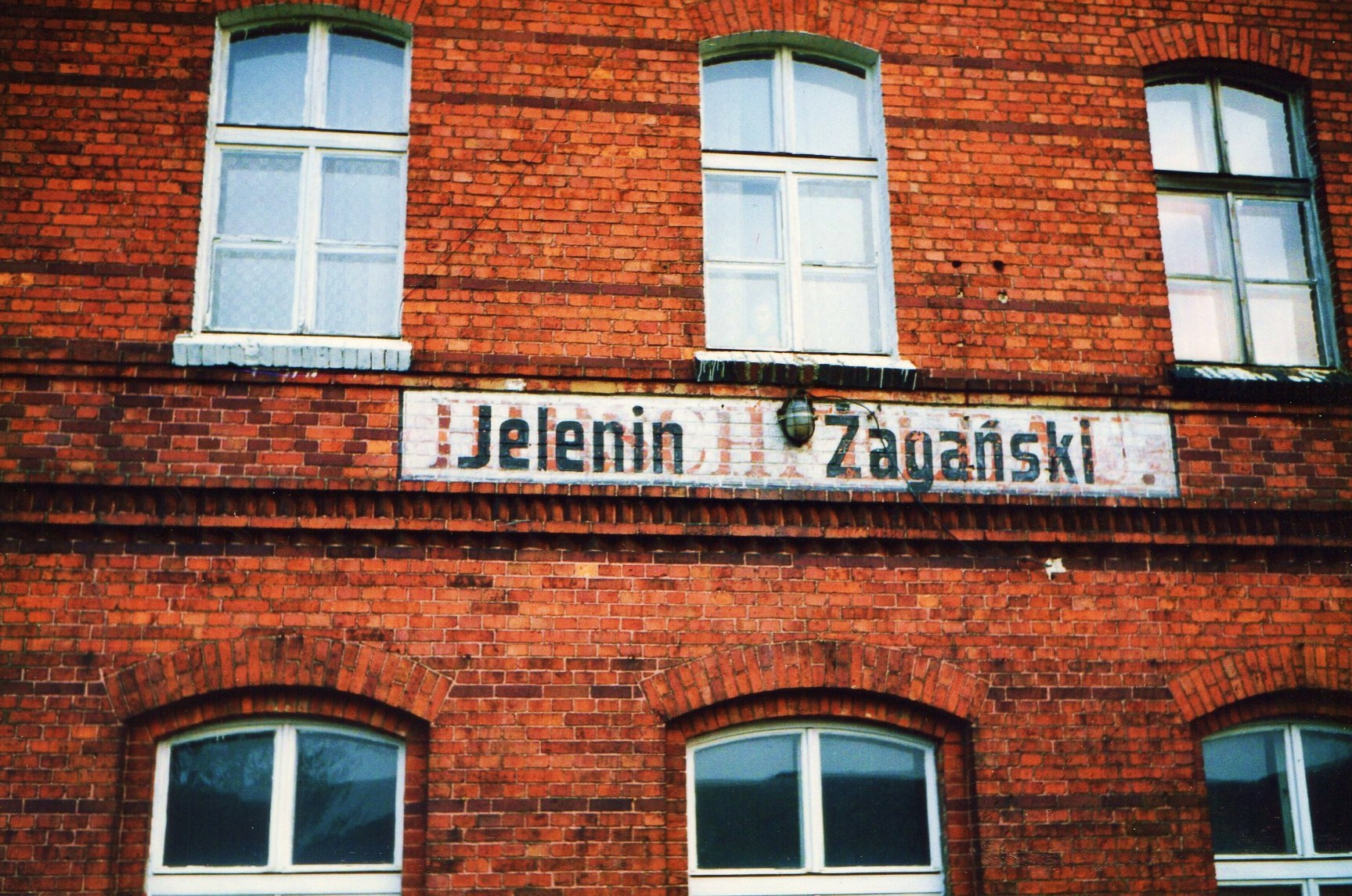
Bahnhof Jelenin Żagański im Mai 1992, der deutsche Name ist noch schwach erkennbar

Durch den Bau der Bahnstrecke Sagan–Neusalz erhielt Hirschfeldau 1890 einen Bahnhof. Im September 1913 wurden im Ort die ersten Häuser elektrifiziert.
Der Landkreis Sagan wurde zum 1. Oktober 1932 aufgelöst. Einige Gemeinden wurden den Landkreisen Grünberg und Rothenburg angeschlossen; der Hauptanteil, zu dem auch Hirschfeldau gehörte, wurde mit dem Landkreis Sprottau vereinigt.
Vom Zweiten Weltkrieg war Hirschfeldau bis 1944 wenig betroffen. Kriegsgefangene, vorwiegend aus Frankreich, wurden als Zwangsarbeiter in der Landwirtschaft eingesetzt und kompensierten so die zum Kriegsdienst eingezogenen Männer. Dies änderte sich, als gegen Ende des Jahres 1944 die Schule geschlossen wurde. Ab Anfang Januar 1945 zogen Flüchtlingsströme durch das Dorf.

### Das polnische Dorf
In der Nacht zum 11. Februar erreichte die Rote Armee gegen 1:30 Uhr Hirschfeldau. Durch die sowjetische Kommandantur wurden viele der im Ort verbliebenen Männer als Kriegsgefangene festgesetzt und in östlicher Richtung deportiert.
Am 26. Juni 1945 übergab die Rote Armee die Verwaltung des Kreises an die polnische Administration. Bis zum 28. Juni wurde der Großteil der verbliebenen deutschen Bevölkerung unter polnischer Bewachung über Sorau und Forst (Lausitz) nach Westen ausgewiesen. Nach kurzem Aufenthalt zog der Hirschfeldauer Tross fast geschlossen weiter über Cottbus in die Spreewaldregion.

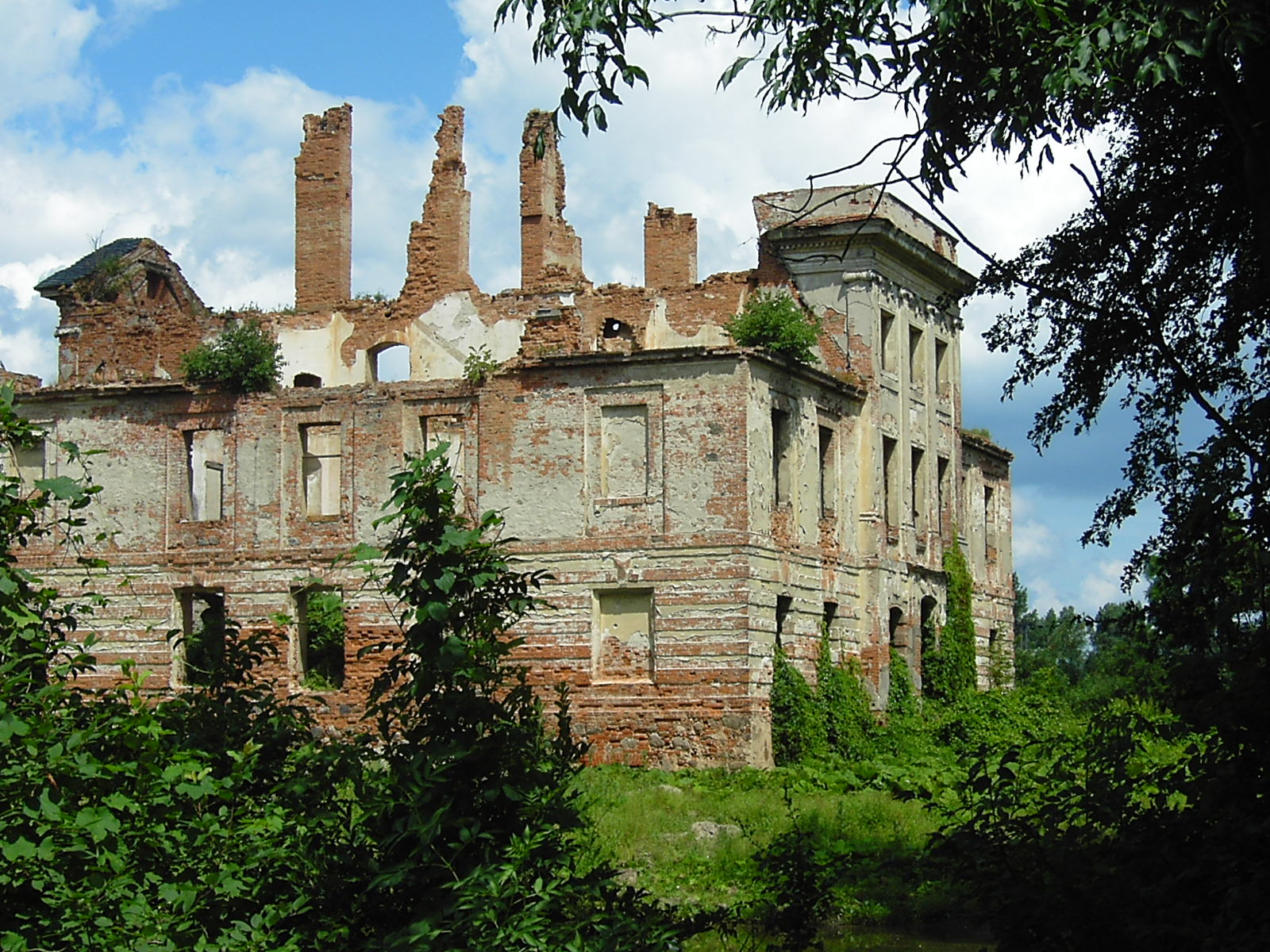
Ruine des einstigen Schlosses Nieder-Hirschfeldau (Seitenansicht, 2009)

Auf dem Gut in Nieder-Hirschfeldau, das die Rote Armee weiter betrieb, sowie den dazugehörigen Feldern, arbeiteten die verbliebenen deutschen Hirschfeldauer sowie Kriegsgefangene, darunter Deutsche und Italiener. Ebenfalls im Sommer 1945 kamen Polen in den Ort, die zumeist im Zuge der Zwangsumsiedlung von Polen aus den ehemaligen polnischen Ostgebieten 1944–1946 vertrieben worden waren.
Am 28. Juni 1946 wurde Jelenin mit weiteren Orten in die Gemeinde Dzietrzychowice eingegliedert. Sie lag administrativ im Powiat Żagań in der neugeschaffenen Woiwodschaft Breslau, seit 1950 in der Woiwodschaft Zielona Góra.
Zum Jahreswechsel 1947/1948 wurde die sowjetische Militärkommandantur auf dem Gut aufgelöst und an einen anderen Standort verlagert. Der Großteil der verbliebenen deutschen Bevölkerung folgte ihr aus Angst vor Übergriffen durch Polen.
Der Schulbetrieb wurde in Jelenin erst 1950 aufgenommen, jedoch nur für polnische Kinder.
Seit der Wiedereinführung der Gemeinden (Gmina) im Jahr 1972, die 1954 durch Haufen (Gromada) abgelöst wurden, gehört Jelenin als Schulzenamt (Sołectwo) zur Landgemeinde Żagań. Bei den polnischen Verwaltungsreformen wurde die Gemeinde 1975 der veränderten Woiwodschaft Grünberg und 1999 der neugeschaffenen Woiwodschaft Lebus zugeordnet.

### Bevölkerungsentwicklung
| Jahr | Einwohner |
| ---- | --------- |
| 1786 | 864       |
| 1820 | 1001      |
| 1840 | 1086      |
| 1895 | 718       |
| 1910 | 665       |
| 1929 | 1193      |
| 1933 | 981       |
| 1939 | 915       |
| 1998 | 791       |
| 2002 | 710       |
| 2009 | 737       |
| 2011 | 706       |
| 2021 | 659       |
|      |           |

In den Jahren 1786/1787 gab es in Hirschfeldau vier Grundherrschaften, zu denen insgesamt 3 Güter, 6 Vorwerke, 25 Bauern, 56 Gärtner und 23 Häusler gehörten. Bis 1820 stieg die Zahl der Häusler auf 57.
Die Bevölkerung war Anfang 1945 nach Auswertung der Nachnamen zu 55 % deutschen Ursprungs, zu 24,5 % slawischen Ursprungs, zu 5,1 % flämischen Ursprungs und zu 1,4 % jüdischen Ursprungs. Der Rest war uneindeutig.
Seit der Ausweisung eines Großteils der deutschen Bevölkerung im Juni 1945 und der darauf folgenden Ansiedlung von Polen wird der Ort praktisch zur Gänze von Polen bewohnt.

### Ortsname
Urkundlich belegte Namen sind Hersvelde (1299), Hyrsvelt (1303), Hirsfvelde (1338), Hirsfelte (1439) und Hirsfelde (1459). Der bis 1945 amtliche Name Hirschfeldau ist für das Jahr 1596 belegt. Die Bezeichnungen Ober-Hirschfeldau und Nieder-Hirschfeldau treten 1776 urkundlich auf.
Abgeleitet ist der Name wahrscheinlich von der Hirse, die bereits vor Ankunft der deutschen Siedler von slawischen Bauern angebaut wurde. Diese These wird dadurch belegt, dass der Hirsch erst im ausgehenden 16. Jahrhundert im Namen auftaucht.
Der polnische Name Jelenin ist eine Teilübersetzung des deutschen Namens und bedeutet Hirsch.

## Sehenswürdigkeiten
Unter Denkmalschutz stehen heute:
- die Pfarrkirche St. Nikolaus (kościół parafialny św. Mikołaja). Der gotische Anfangsbau stammt vom Ende des 13. Jahrhunderts, umgebaut im 16. Jahrhundert und regotisiert um 1900; verwendet wurden Raseneisenstein und Feldstein. Im Inneren gibt es ein spätgotisches Triptychon und in der Predella die Beweinung Christi von etwa 1510. Die spätbarocken Seitenaltäre sind von 1749–50, das manieristische Taufbecken von etwa 1600. Das gotische Sakramentshaus von 1497 trägt das Wappen der Familie von Knobelsdorf.[5]

- das Schloss (Pałac) in Nieder-Hirschfeldau (Jelenin Dolny) samt dazugehörigem Park. Das Schloss wurde um 1620 errichtet und um 1800 klassizistisch umgebaut. Es ist heute eine Ruine.[6]

Schloss Hirschfeldau
- das Schloss (Pałac) in Ober-Hirschfeldau (Jelenin Górny) wurde 1869–71 im Stile des Spätklassizismus errichtet, dazu gehört ein Park.[7]

## Sport
Seit 1952 gibt es den Fußballverein LZS Czarni Jelenin.

## Persönlichkeiten
- Otto Schulz (1903–nach 1953), deutscher SS-Untersturmführer und Betriebsleiter der Deutschen Ausrüstungswerke in Dachau